# Wang Jianan
Wang Jianan (en chino: 王嘉男, Shenyang, 27 de agosto de 1996) es un deportista chino que compite en atletismo, especialista en la prueba de salto de longitud.
Ganó dos medallas en el Campeonato Mundial de Atletismo, oro en 2022 y bronce en 2015. Participó en dos Juegos Olímpicos de Verano, en los años 2016 y 2020, ocupando el quinto lugar en Río de Janeiro 2016, en su especialidad.

## Palmarés internacional
| Campeonato Mundial | Campeonato Mundial      | Campeonato Mundial | Campeonato Mundial |
| Año                | Lugar                   | Medalla            | Prueba             |
| ------------------ | ----------------------- | ------------------ | ------------------ |
| 2015               | Pekín (China)           | Medalla de bronce  | Salto de longitud  |
| 2022               | Eugene (Estados Unidos) | Medalla de oro     | Salto de longitud  |